# Massacre indígena de 1622
O massacre indígena de 1622, conhecido popularmente como massacre de Jamestown, ocorreu na colónia inglesa da Virgínia (no atual Estados Unidos), a 22 de março de 1622. Embora John Smith não estivesse na Virgínia desde 1609 e não tenha sido uma testemunha ocular, descreveu na sua obra: História da Virgínia que os povos powhatans "vieram desarmados até às nossas casas com veados, perus, peixes, frutas e outros mantimentos para vender-nos". Os powhatans apanharam todas as ferramentas e armas disponíveis e mataram todos os colonos ingleses que encontraram, incluindo homens, mulheres e crianças de todas as idades. O chefe Opechancanough conduziu a Confederação Powhatan numa série coordenada de ataques-surpresa onde mataram trezentas e quarenta e sete pessoas, um quarto da população da colónia da Virgínia.
Jamestown, fundada em 1607, foi o local do primeiro assentamento inglês bem-sucedido da América do Norte e era a capital da colónia da Virgínia. A sua economia baseada no tabaco levou à constante expansão e apreensão das ilhas dos powhatans, o que acabou provocando uma reação violenta.